# Ириомотенска котка
Ириомотенската котка (Prionailurus bengalensis iriomotensis), отделяна понякога в самостоятелен род Mayailurus, е дребен хищник от семейство Коткови, считан по-рано за подвид Далекоизточна котка. Тази дива котка с размерите на домашна котка се среща само на о-в Ириомоте, Япония и се счита за един от най-примитивните съвремененни видове котки. Тя не може да прибира ноктите си както повечето котки.
Ириомотенската котка е един от най-силно застрашените от изчезване видове, като дивата ѝ популация се изчислява на не повече от 100 екземпляра.